# Künoszargesz
A Künoszargesz (Κυνόσαργες) ókori gümnaszion volt Athén falain kívül, amelyet a cinikus filozófia szülőhelyének tekint a bölcselettudomány.

## Elnevezése
Az elnevezés magyar jelentése: fürge kutya. Az antik szerzők által megőrzött legenda szerint a gümnaszion egy kutyáról kapta a nevét, amelyik elcsente az áldozati húst Héraklész szentélyéből.

## Elhelyezkedése
A Künoszargesz Athén falain kívül, az Ilisszosz folyó déli partján volt, és olyan athéniak látogatták, akiknek csak az egyik szülőjük rendelkezett teljes polgárjoggal. Kiemelkedik közülük Themisztoklész, a későbbi szalamiszi győző, aki rábeszélt néhány nemesi származású athéni ifjút, hogy ebben a gümnaszionban eddzék magukat, így tüntetve el a különbséget a bennszülöttek és idegen származásúak között. Az anekdota szerint Themisztoklész kifejezetten elegáns hellyé változtatta a sznob ifjak között a városszéli gümnasziont. A tornacsarnok is azért állt Héraklész védelme alatt, mert halandó anyja miatt ő sem volt teljes jogú istenség.

## Használata
A Künoszargesz valószínűleg egy nagy nyitott terület volt, amelyet különböző célokra használtak. A régi szerzők feljegyzéseiben megemlítik mint a testedzés és a filozófiai diskurzusok helyszínét, vallási szertartások és katonai gyakorlatok helyét, az Athént i. e. 200-ban megostromló makedón csapatok táborát, lovas tevékenységre alkalmas, illetve megművelésre bérbe adott földterületet.

## Kapcsolata a cinikusokkal
Egyes vélekedések szerint ennek a területnek, intézménynek a nevéből, pontosabban a kutya szóból ered a cinikus elnevezés. Ezen a helyen tanított az i. e. 4. században Antiszthenész, akit a filozófiatörténet a cinikus iskola megteremtőjének tekint. Antiszthenész maga sem volt teljes jogú athéni polgár, ugyanis anyja thrák származású volt.
Az antik szerzők feljegyzéséből az tűnik ki, hogy a gümnaszionban folyó oktatás nem érte el a szervezettségnek azt a fokát, mint Platón vagy Arisztotelész intézményében. Ennek oka elsősorban a cinikus filozófia gyakorlati, személyes példamutatásra épülő jellegében keresendő. Antiszthenész mestere, Szókratész halála után, i. e. 399 környékén kezdett tanítani a Künoszargeszben. Az ókori gondolkodók életrajzírója, Diogenész Laertiosz szerint szinopei Diogenész is eljárt a gümnaszionba.

## Érdekességek
- Szinopei Diogenész azt kérte, hogy vessék le a Künoszargészhez közeli hídról, amikor már közelít halála órája[5]
- Lovaglás közben itt törte el a kulcscsontját Andoszidosz, a szónok[5]
- A Marathóni csata után a perzsa flotta Phaléronig nyomult előre, hogy megkísérelje a partraszállást, de az athéniaknak ezt sikerült megakadályozniuk azzal, hogy a Künoszargesz Héraklész-szentélyénél vertek tábort[6]
- Az i.e. 4. században komédiások alkalmi összejöveteleinek volt a helyszíne, akik később olyan hírnévre tettek szert, hogy  II. Philipposz makedón uralkodó komoly pénzt fizetett nekik élceik írásos változatáért[5]